# Ахмед ага Тъмръшлията
Ахмед ага Караходжов, известен още като „Тъмръшлията“, е помашки водач и османски управник на областта Рупчос в края на 19 век. Роден е около 1820 година и от 1879 до 1886 година управлява т. нар. Тъмръшка република.

## Биография
Ахмед ага е син на Хасан ага, помак от село Лясково. Майката на Ахмед ага е родена в село Чепеларе и е дъщеря на Джафер Дервишев, виден помак в селото. По време на Априлското въстание е управител на нахията Рупчос. По-малките му братя Смаил ага и Адил ага ръководят башибозушки отреди, участващи в разорението на Перущица и ограбването на Бойково и Дедово.
След първоначалното прогонване на населението и опожаряването на региона през 1878 година, голяма част от управниците начело с Ахмед ага Тъмрашлията и бежанците се завръщат и основават т. нар. Тъмръшка република в Родопите. Докато „републиката“ е била под негово управление, не е допуснато никакво насилие, противопоставяне и противоречия между различните религиозни и етнически общности, които живеели в мир и разбирателство.
Тъмръшката република обхващала общо 22 села и 5 махали в Рупчос. Всички закони, създавани в Цариград, достигали до границата на неговата родопска „държавица“ в долината на Кричим и по поречието на Въча. Една част от жителите на Тъмраш и подвластните му села, от където Ахмед ага Тъмрашлията е управлявал своята област, заедно с останалата оцеляла част от помашкото население, днес живеят основно в селата на днешните общини в област Смолян и област Пловдив.
В началото на 1885 година, непосредствено преди Съединението на Княжество България и Източна Румелия, писателят Захари Стоянов е поискал среща с Агата, която е проведена в неговите сараи, с цел договаряне на отказ от противопоставяне и недопускане на насилие в плануваното бъдещотото Съединение на България. В знак на приятелство Захари Стоянов подарява на агата бинокъла си. Известен с честността на дадената си дума, агата е спазил неофициалното споразумение да не пречи на обединението.

## Управление
Ахмед ага по подобие на своя баща от който получил в наследството този район, сам раздавал правосъдие и представлявал закона. Охраната и войската му се състояла само от 40 специално обучени хора. Заради твърдостта, наложения ред и запазено спокойствие дълго време в този район, турското правителство го припознава за владетел и му определя допълнително месечна заплата от 500 гроша, а на стражата му по 60 гроша.